# HD 84607
HD 84607，又名BD+02 2246，SAO 117901、HR 3879，是一颗恒星，视星等为5.65，位于銀經234.63，銀緯38.99，其B1900.0坐标为赤經9h 41m 14s，赤緯+2° 38.99′ 53″。